# アールベルゲン
アールベルゲン (ドイツ語: Aarbergen) は、ドイツ連邦共和国ヘッセン州ダルムシュタット行政管区のラインガウ＝タウヌス郡に属す町村である。ウンタータウヌス地方に位置する。行政機関はケッテンバッハ地区にある。

## 地理
アールベルゲンは、郡庁所在地バート・シュヴァルバッハの北、リムブルク・アン・デア・ラーンの南に位置している。タウヌス山地の主脈から突き出し、北の天蓋をなすヒンタータウヌスの西部にあたる。
町域は、多くの支脈を有するアール川中流の谷を特徴とする。これらは、第四紀にタウヌス山地に深く刻み込まれた。アール川の最も大きな支流アウバッハ川はこの町の町域内でアール川に注ぐ。バッテンバッハ川も同様である。漸新世に破砕された石（ファレンダー層）からなる古い地層がケッテンバッハやハウゼン近くでアール川の上に観られる。地質学的な時代に形成されたこの町西部の侵食渓谷は専門家の間で知られている。
町域の大部分は森で覆われている。開けた場所の主な用途は農耕である。谷には緑地があり、一部は農業的価値の高い果樹園となっている。

### 隣接する市町村
アールベルゲンは、北はムーダースハウゼン、シースハイム、ブルクシュヴァルバッハ、カルテンホルツハウゼン（以上、ラインラント＝プファルツ州ライン＝ラーン郡）およびヒュンフェルデン（リムブルク＝ヴァイルブルク郡）、東はヒュンシュテッテン、南はホーエンシュタイン、南西はハイデンロート（以上、ラインガウ＝タウヌス郡）、西はレッケンロート、アイジヒホーフェン、デルスドルフ、ベルクハウゼン（以上、ライン＝ラーン郡）と境を接している。

### 自治体の構成
自治体アールベルゲンは、以下の地区からなる。人口は2018年6月30日現在の、該当地を主たる居住地とする人口である。
| 地区                       | 人口（人） | 初出年 |
| -------------------------- | ---------- | ------ |
| ダイスバッハ               | 445        | 879年  |
| ハウゼン・ユーバー・アール | 637        | 879年  |
| ケッテンバッハ             | 1,478      | 845年  |
| ミヒェルバッハ             | 2,227      | 1184年 |
| パンロート                 | 633        | 888年  |
| リュッカースハウゼン       | 777        | 879年  |

## 歴史
ヘッセン州の地域再編に伴い、それまで独立した町村であったダイスバッハ、ハウゼン・ユーバー・アール、ケッテンバッハ、ミヒェルバッハ、パンロート、リュッカースハウゼンが1970年12月31日に自由意思に基づいて合併し、新たな自治体アールベルゲンが成立した。各地区は、基本条例に基づき、ヘッセン州自治体法が定めるオルツバイラート（地区委員会）とオルツフォアシュテーアー（地区代表）を有するオルツベツィルク（地区）となっている。

## 住民

### 人口推移
- 1970年　6,505人[6]
- 1981年　6,524人[6]
- 2014年　5,959人
- 2020年　6,332人

## 行政

### 議会
アールベルゲンの町議会は31議席からなる。

### 首長
ヘッセン州では、1993年から市町村長は6年ごとに直接選挙で選出される。
2019年3月17日の選挙でマティアス・ルドルフ（無所属）が 83.7 % の票を獲得して町長に選出された。投票率は 49.8 % であった。彼は2019年8月1日に町長に就任した。彼の前任者ウード・シェリガは立候補せず、任期満了直前の2019年4月16日に突然亡くなった。

#### 以前の首長
- 1971年 - 2001年: ヴォルフ・シュラーダー (SPD)
- 2001年 - 2007年: ハルトムート・ボップ (SPD)
- 2007年 - 2019年: ウード・シェリガ (CDU)

### 紋章
ウンタータウヌス郡アールベルゲンは1972年9月29日にヘッセン州内務大臣から紋章の使用を認可された。
図柄: 青地。モミの小枝の形に分割された金色の基部。その上部に金の剣と金の鍵が斜め十字に組み合わされて配置されている。

### 姉妹自治体
- ベルガ/エルスター（ドイツ語版、英語版）（ドイツ、テューリンゲン州）

## 文化と見所

### 建築

#### ケッテンバッハ
- 福音主義教会。1752年建造。1763年製のバロック・オルガン（「シェラーオルガン」）がある。保護文化財に指定されている。直近の大修復は1969/70年に行われた。

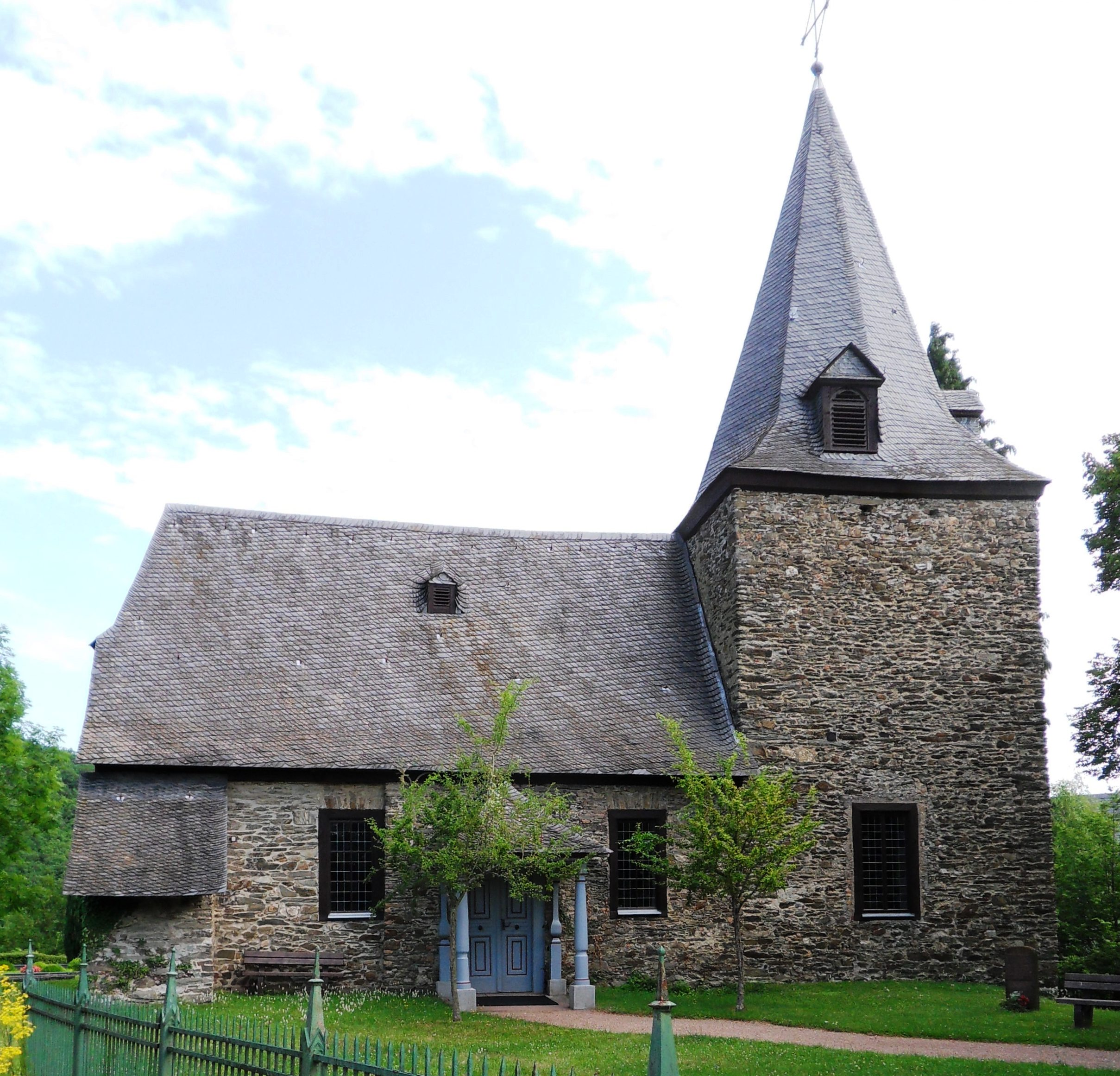
ミヒェルバッハの旧教区教会

#### ミヒェルバッハ
- 墓地の防衛教会。11世紀またはそれ以前の建築（中世盛期の内陣室、交差ヴォールト、八角形の尖頭屋根、円い内陣アーチ）。1908年に教会新築のために聖性が除かれた。おそらくアールベルゲンで最も古い建物でアルコの教会は1958年から葬儀ホールとして用いられている。
- 1908年、泡沫会社乱立時代後期に建設された福音主義教会
- 墓地の自然保護下にある樹齢約450年のセイヨウボダイジュ（「アポステルリンデ」＝使徒のセイヨウボダイジュ）
- 「ラーンシュテッター・ホーフ」（旧農場）グライダー飛行場の麓にある再建された泉に、その歴史の概略を物語るプレートが取り付けられている。1194年から1198年に最初の文献記録があり、1870年に完全に取り壊された[12]。

#### リュッカースハウゼン
- 福音主義教会。1326年頃に建設された。18世紀に改造された1755年製オルガンが設置されている。
- 炭酸泉「アントニウス＝シュプルーデル」1779年から炭酸水の噴出する泉として知られており、ミネラルウォーターや薬湯（痛風、糖尿病、胃腸カタル、腎結石、代謝性疾患）として用いられる。

#### ハウゼン・ユーバー・アール
- 石材と鋳鉄製欄干で造られた1863年製のアール橋
- 両世界大戦の戦没者名を刻んだ、保護文化財に指定されている1926年製の追悼碑

#### パンロート
- 福音主義教会。1321年頃建造（後期ロマネスク様式の内陣塔、おそらくバロック時代のキリスト十字架像）
- 環状土塁アルトシュロス。おそらく8世紀から10世紀の環状土塁

#### ダイスバッハ
- カトリック教会。1690年から1709年に建設された（ガレン男爵の寄進）。この教会堂は、カトリック教会と福音主義教会が共同で使用している。

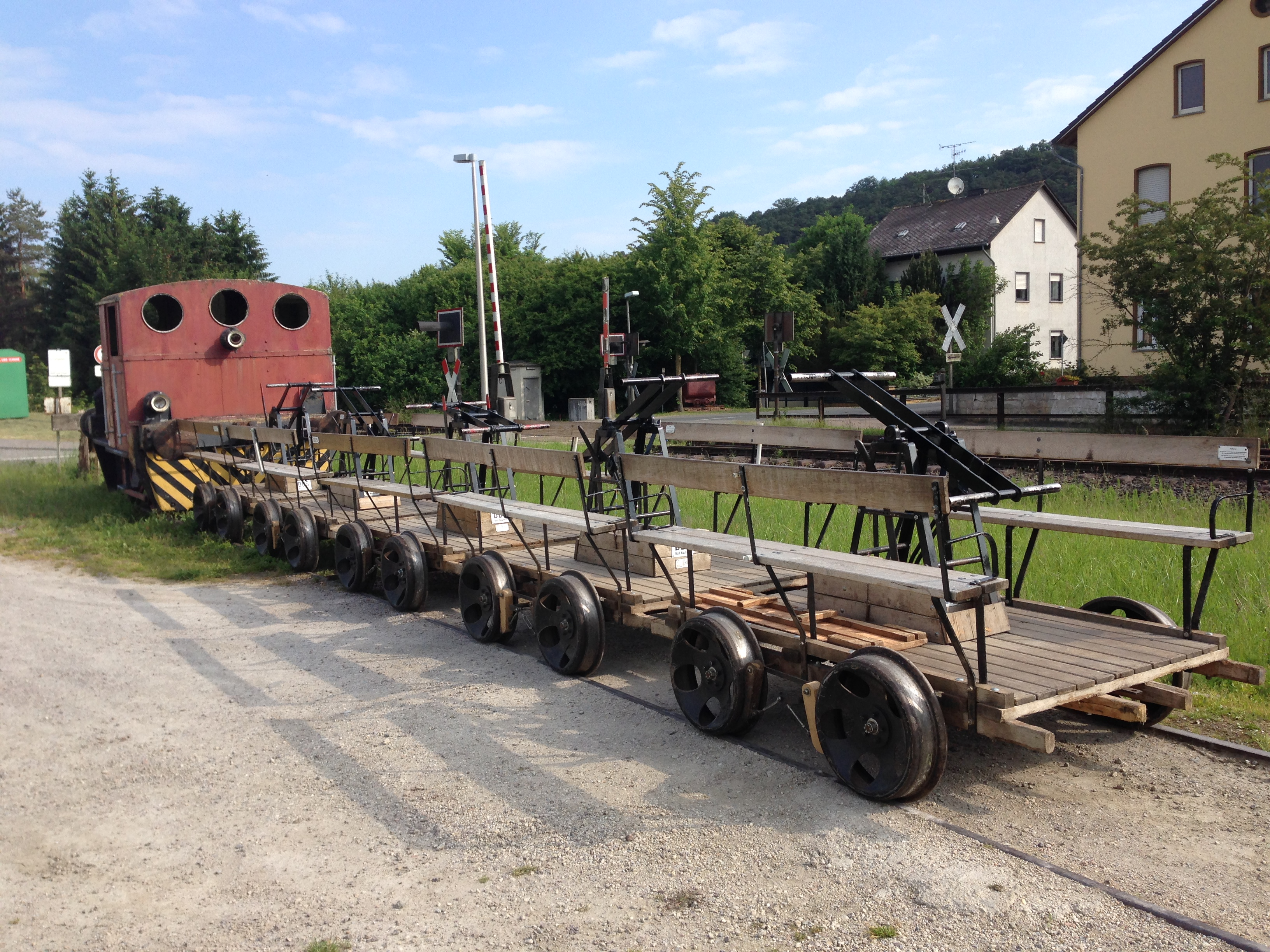
アールタール鉄道の手漕ぎ車両

#### ミヒェルバッハ、ケッテンバッハ、ハウゼン・ユーバー・アール、リュッカースハウゼン
- 1894年に開業し、保護文化財に指定されているアールタール鉄道が通っている。これはヘッセン州で最も長い文化財で、贅沢なコンセプトのドイツのローカル線の優れた例であるとされている。夏期の半年間、この路線上をアールタール鉄道作業共同体により手漕ぎ車両の走行が行われている[13]。

### 年中行事
- 毎年秋に全ての地区で伝統的なケルプ（教会開基祭）が開催される。この祭は何世代にもわたって若者が組織している。この祭は、ミヒェルバッハでは「ハンメルケルプ」、ダイスバッハでは「クラー・フランクフルター・ケルプ」、ハウゼン・ユーバー・アールでは「ホイザー・ケルプ」、パンロートでは「パンレーダー・ケルプ」、ケッテンバッハでは1927年から「シュールヴァイッフケルプ」と呼ばれている。
- リュッカースハウゼンでは、毎年10月の最終火曜日に、1532年から「リュッカースホイザー・マルクト」が開催される。これはこの地域で最も古い祭の一つである。
- ヒューベルク山岳衣装保存協会ヴァイス＝ブラウ e.V. (GTEV) は、毎年6月の第2週末にミヒェルバッハー・ブリュールで大規模なバイエルン風ツェルトフェストを開催している。
- 毎年、大規模イベント「ファール・ツーア・アール」の間、タウヌスシュタインからディーツまでのアール街道（連邦道 B54号線）は、完全に自動車通行止めとなる。
- ミヒェルバッハのクリスマスマーケットは、毎年第2アドヴェントに開催される。このマーケットは公民館前やその中、および福音主義教会で開催される。
- MSC ミヒェルバッハー・ヒュッテは、毎年、アールベルゲン＝ケッテンバッハの全国的に有名なモトクロス会場でレースを開催している。

### 教育機関
- アストリート＝リンドゲルン＝シューレ（ケッテンバッハ基礎課程学校）
- アールタールシューレ・アールベルゲン（アールベルゲン＝ミヒェルバッハ共同型総合学校）
- ウンタータウヌス自由学園（アールベルゲン＝ケッテンバッハ）

## 関連図書
- アールベルゲン - Hessischen Bibliographie
- アールベルゲンの著作およびアールベルゲンを主題とする文献 - ドイツ国立図書館の蔵書目録（ドイツ語）より。